# 山姆站
山姆輕軌站（英語：Samudera LRT Station，代號PW4）是榜鵝輕軌上的一個車站，由新捷運經營。

## 取名
本站取名山姆輕軌站，山姆在馬來語意為海洋。

## 車站結構
| L3 | 1站台              | 榜鵝輕軌 A線經西環外圈往榜鵝方向（榜鵝坊站） |
| L3 | 島式月台，右側開門 |                                              |
| L3 | 2站台              | 榜鵝輕軌 B線經西環內圈往榜鵝方向（尼蒙站）   |
| L2 | 大廳               | 驗票口、自動售票機                           |
| L1 | 地面               |                                              |

## 出口
| 出口編號 | 建議前往的目的地 | 照片 |
| -------- | ---------------- | ---- |
| A        |                  |      |
| B        |                  |      |